# Bataille de Cavillonum
Guerre des Gaules
Batailles
- Magetobriga (60)
- Arar (58)
- Cavillonum (58)
- Bibracte (58)
- Ochsenfeld (58)
- L'Aisne (57)
- Le Sabis (57)
- Octodure (57)
- Morbihan (navale) (56)
- Vernix (56)
- Expéditions en Bretagne (55 et 54)
- Aduatuca (54)
- Avaricum (52)
- Gergovie (52)
- Lutèce (52)
- Alésia (52)
- Uxellodunum (51)

La bataille de Cavillonum se déroule pendant la guerre des Gaules en 58 av. J.-C.

## La bataille

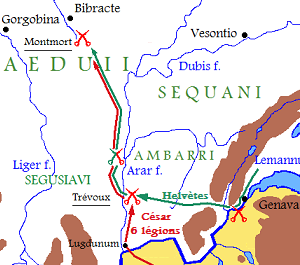
Campagne de César contre les Helvètes en -58

Le lendemain de la bataille de l'Arar, les Helvètes et leurs alliés lèvent leur camp et se portent en direction de Bibracte à travers les monts du Beaujolais et du Charolais,.
Les Romains quittent également leur camp et Jules César envoie toute sa cavalerie en éclaireur afin de surveiller les mouvements des Gaulois[Lesquels ?]. La cavalerie, composés d’hommes levés dans la Province[Laquelle ?] et de soldats Éduens et alliés, est forte de 4 000 hommes.
Cependant ces derniers se portent trop en avant, et sont chargés, sur un terrain défavorable par 500 cavaliers helvètes. Les Éduens, commandés par Dumnorix, sont les premiers à faire demi-tour, provoquant la panique des autres cavaliers.
Les cavaliers romains battent en retraite avec une perte de quelques hommes, puis ils rejoignent les légions de Jules César qui continuent de suivre les troupes helvètes pendant une quinzaine de jours.